# В останній момент
«В останній момент» (англ. Nick of Time) — американський трилер 1995 року.

## Сюжет
Бухгалтер Джин Вотсон разом з 6-річною дочкою Лінн, прибуває на поїзді в Лос-Анджелес. На вокзалі у ного викрадають дочку двоє людей з поліцейськими значками і змушують вбити губернатора Елеанор Грант, що балотується на новий термін. На вбивство Вотсону дається 90 хвилин.

## У ролях
| Актор            | Роль                     |
| ---------------- | ------------------------ |
| Джонні Депп      | Джин Вотсон              |
| Кортні Чейз      | Лінн Вотсон              |
| Чарльз С. Даттон | Г'юі                     |
| Крістофер Вокен  | містер Сміт              |
| Рома Маффіа      | міс Джонс                |
| Марша Мейсон     | губернатор Елеанор Грант |
| Пітер Штраусс    | Брендан Грант            |
| Глорія Рубен     | Кріста Брукс             |
| Білл Смітровіч   | офіцер Траст             |
| Г.Д. Спредлін    | таємнича людина          |

## Саундтрек
| Список треків | Список треків                        | Список треків |
| #             | Назва                                | Тривалість    |
| ------------- | ------------------------------------ | ------------- |
| 1.            | «Nick Of Time (Main Title)»          | 2:56          |
| 2.            | «Union Station/The Innocents Arrive» | 1:55          |
| 3.            | «Rough Ride Down»                    | 3:18          |
| 4.            | «What's My Poison?»                  | 2:01          |
| 5.            | «Metal Non-Detection»                | 1:56          |
| 6.            | «The Look Of Death»                  | 2:19          |
| 7.            | «Suite Dream»                        | 1:51          |
| 8.            | «The Men's Room»                     | 2:28          |
| 9.            | «A Very Big Target»                  | 1:51          |
| 10.           | «I Give You The Governor»            | 2:21          |
| 11.           | «1:30:00»                            | 2:44          |
| 12.           | «I Could Make You A Killer»          | 1:48          |
| 13.           | «Survival Of The Innocents»          | 3:03          |
| 30:30         |                                      |               |